# Sân bay Abadan
Sân bay Abadan (IATA: ABD, ICAO: OIAA) là một sân bay cách thành phố Abadan 12 km ở Iran. Sân bay này có 2 đường băng dài 3101 m và 2265 m bề mặt nhựa đường.

## Các hãng hàng không và các tuyến điểm
Các hãng hàng không sau đang hoạt động tại sân bay Abadan (tháng 12 năm 2006):
- Caspian Airlines: (Dubai)
- Iran Air Tours: (Isfahan, Mashad, Shiraz, Tehran)
- Kish Air: (Kish Island)